# Badholmen, Oskarshamn

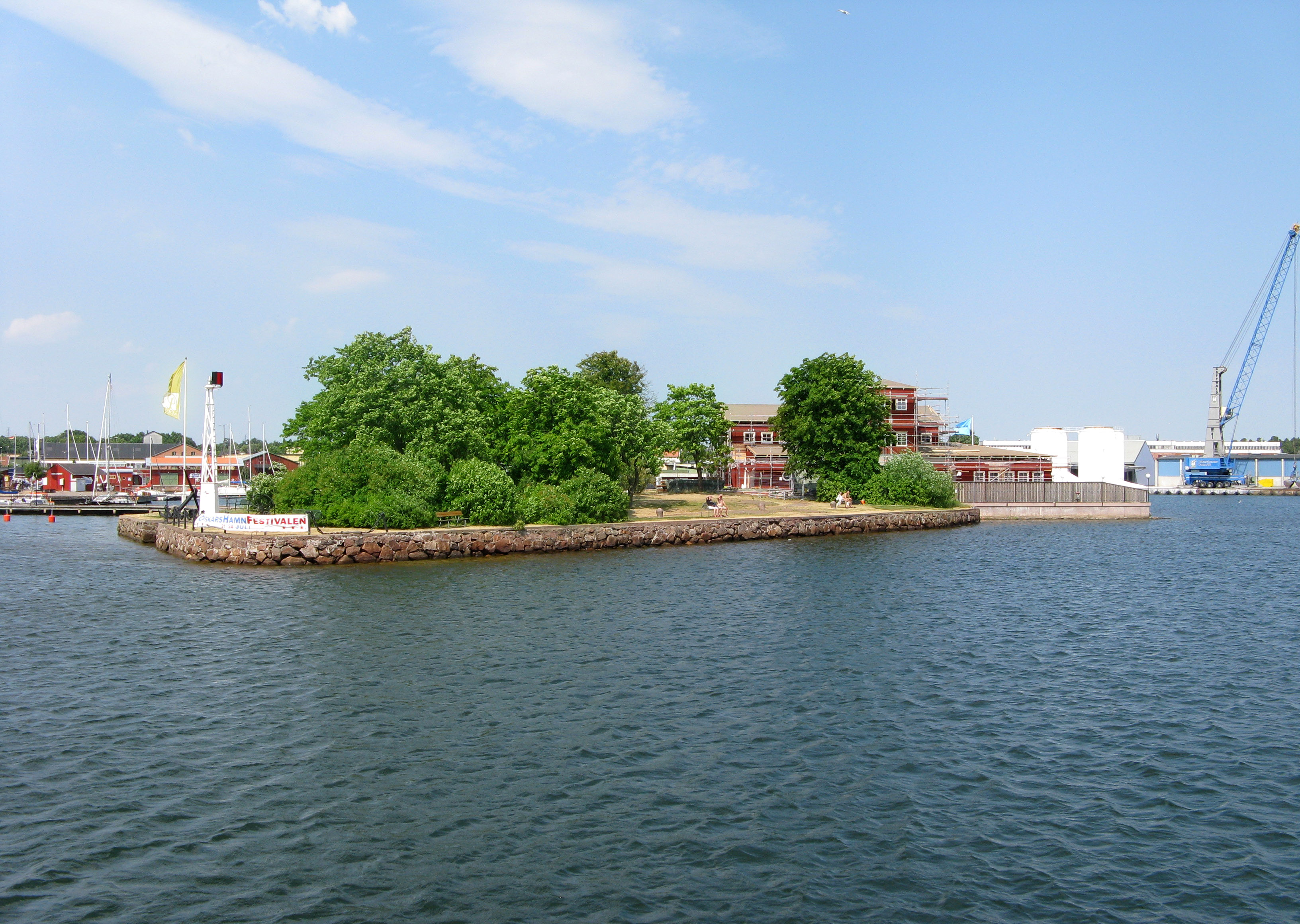
Vy mot Badholmen från sydost.

Badholmen är en holme belägen i Oskarshamns inre hamnbassäng.

## Historia
Badholmen hette tidigare Garnholmen men fick sitt nuvarande namn i samband med att en badinrättning byggdes på ön år 1859. Ön ägdes under första halvan av 1800-talet av ryttmästare Johan Fredrik Hultenheim som 1856 skänkte ön till staden.

### Badanstalt uppförs på 1800-talet

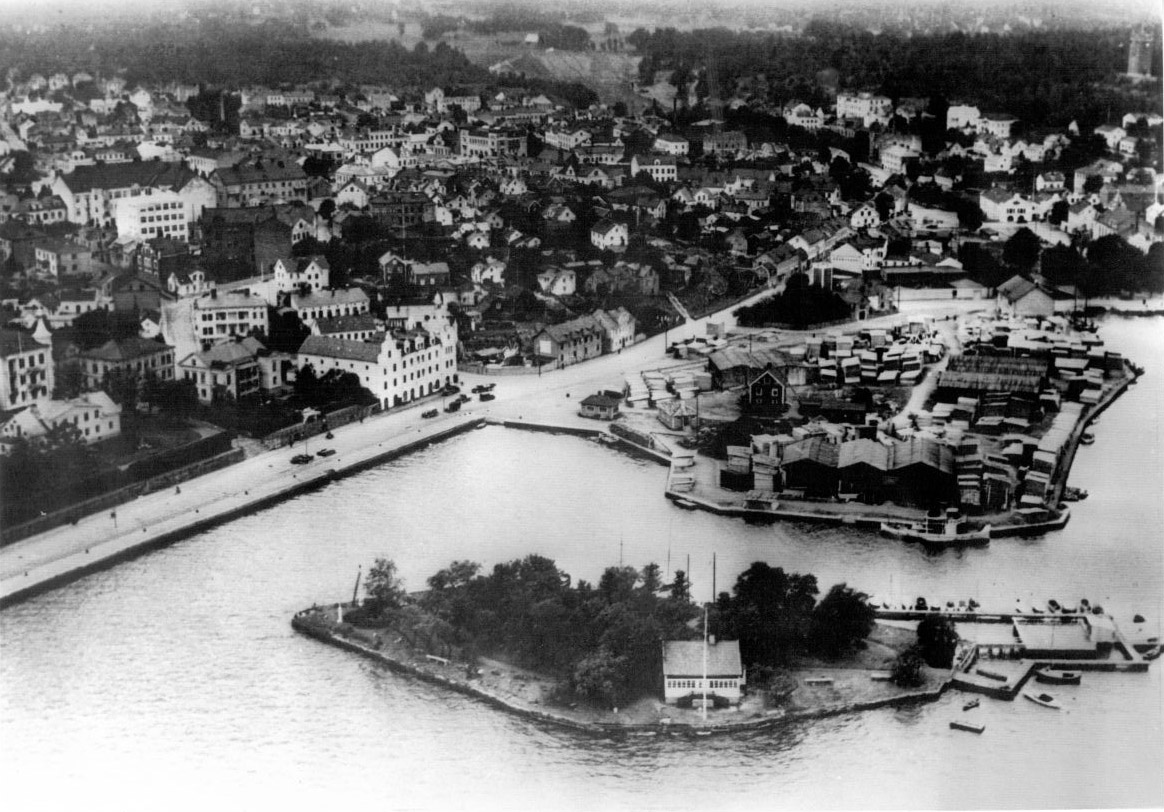
Inre hamnen i Oskarshamns hamn på 1930-talet. Badholmen i förgrunden med byggnaden Seglarhyddan väl synlig.

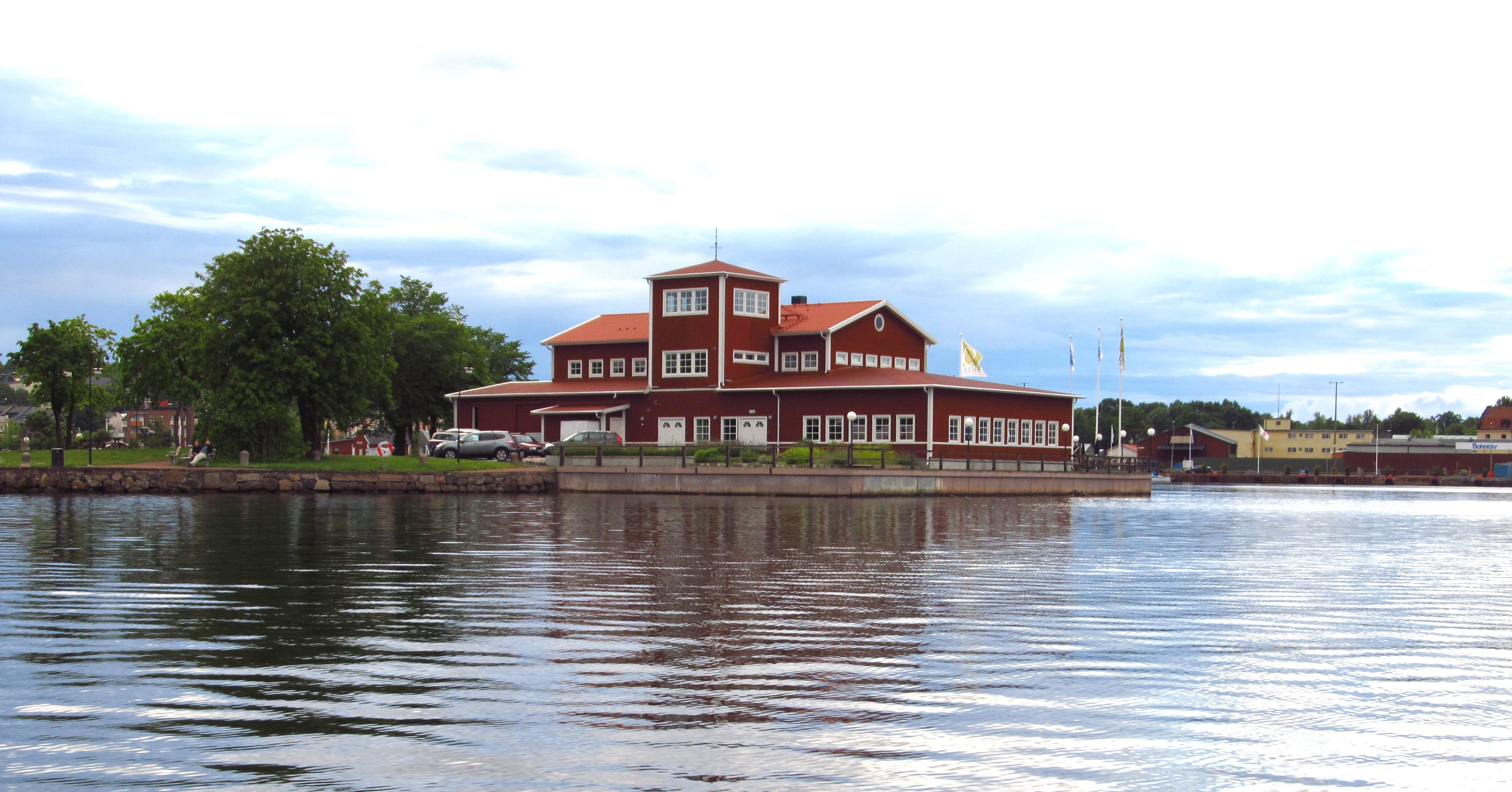
Den nya restaurang- och konferensbyggnaden uppförd 2010.

1858 arrenderades holmen ut till den tyske läkaren Bernhard Bermann. Bermann var född 1814 i staden Pyrmont i Niedersachsen i Tyskland. Pyrmont (sedan 1914 benämnd Bad Pyrmont) var då liksom nu känd som kurort, hälsobrunn och för sin tillverkning av mineralvatten. Han kom till Oskarshamnstrakten på 1830-talet och sysslade inledningsvis med bland annat ögonoperationer. 1840 blev han av rikets sundhetskollegium förbjuden att befatta sig med sådan verksamhet.
Stadens villkor för Bermanns arrende av Badholmen var att det på holmen uppfördes ett "badhus och andra för hamnen och stället prydliga och allmänt nyttiga byggnader" samt att det utfördes planteringar av träd och andra växter.
1859 uppförde Bernhard Bermann ett kallavattenbadhus på ön. Byggnaden var av betydande storlek med altaner i tre väderstreck samt fyra bassänger. Han vidtog också omfattande plantering av träd samt stensatte holmens stränder vilket har gett Badholmen sitt karaktäristiska utseende.
1861 fick Bermann rätt att i anslutning badanstalten driva ett så kallat Schweizeri, vilket innebar konditoriservering förenat med utskänkning av vin och starksprit. Efter drygt ett decennium lades hela verksamheten ned 1871. Badanstalten totalförstördes senare i en våldsam brand hösten 1877.

### Seglarhyddan
Oskarshamns Segelsällskap flyttade 1917 sin verksamhet till Badholmen och uppförde då ett klubbhus som kom att kallas Seglarhyddan. Segelsällskapet flyttade 1949 från Badholmen till Kolbergaviken strax norr om Oskarshamn. Seglarhyddan blev dock kvar i många år och fungerade som restaurang- och cafébyggnad tills den brann ned en försommarnatt 2008.

### Landförbindelse
Badholmen saknade länge fast förbindelse och besökarna roddes den korta sträckan över till ön. En biljett från södra kajen över till Badholmen kostade 2 öre år 1880. Numera finns en fast förbindelse i form av en bro som också fungerar som brygga för fritidsbåtar.

## Nutida verksamhet
Badholmen ägs av Oskarshamns kommun och är öppen för allmänheten. Många besöker ön för att flanera och beskåda utsikten över hamnen eller för att besöka öns restaurang, dansbana eller minigolfbana. Restaurangbyggnaden totalförstördes i en nattlig brand sommaren 2008. En ny restaurang och konferensbyggnad stod färdig under slutet av 2010.

### Webbkällor
- Nordisk Familjebok, uggleupplagan, 1904-1926